# Aurélien Diotallevi
Pas d'image ? Cliquez ici

a Compétitions nationales et continentales officielles uniquement.

b Matchs officiels uniquement.
Dernière mise à jour le 23 février 2023.
Aurélien Diotallevi, né le 1er mars 1984, est un joueur de rugby à XV français qui évolue au poste de troisième ligne aile.

## Biographie
Commençant sa carrière professionnelle en Top 16 à Bourgoin-Jallieu, Diotallevi fait notamment quatre apparition en H-Cup. 
Par la suite, il part en Fédérale 1 à Châlon, club bourguignon ambitieux qui vise la montée en Pro D2. Pour sa première année, il atteint la demi-finale avec Chalon, mais échoue à un match de la montée. La seconde saison, c'est en quart de finale que les Chalonnais échoue. Finalement, en 2010, Chalon est relégué en Fédérale 3 pour raison financière et Diotallevi quitte le club.
Il rejoint dans la foulée le club de Saint-Etienne récent promu en Pro D2 qui jouait l'année passé dans le même championnat que les Bourguignons. Malheureusement l'aventure se termine au bout d'une saison après la relégation en Fédérale 1.
En 2011, Diotallevi retourne alors en Bourgogne à l'USO Nevers dans la Nièvre en Fédérale 1. Son nouveau club est tout aussi ambitieux puisqu'il vise aussi une montée en Pro D2, mais échoue deux fois en quart de finale de Jean-Prat en 2012 et 2013.

## Carrière
- 2004-2008 : CS Bourgoin-Jallieu
- 2008-2010 : RC Chalon
- 2010-2011 : Club athlétique de Saint-Étienne Loire sud rugby
- 2011-2015 : USO Nevers
- 2015-2016 : Stade rouennais

## Palmarès
- Équipe de France -21 ans : 
  - Participation au championnat du monde en 2005 en Argentine : 3 sélections (Irlande, Italie, Nouvelle-Zélande)
  - 6 sélections en 2004-2005